# Volarič
Volarič je priimek več znanih Slovencev:
- Andrej Volarič (1833—1855), pevec, skladatelj
- Dea Volarič, slikarka, pravljičarka ?
- Hrabroslav Volarič (1863—1895), skladatelj, pevec, zborovodja
- Ivan Volarič - Feo (1948—2010), pesnik, pisatelj, glasbenik, pevec in performer
- Iva(nka) Volarič (por. Nina Škodlar) (1905—1988), knjižničarka, kulturna delavka, politična zapornica
- Jože Volarič (1932—2012), pesnik, aforist, kipar samouk
- Miloš Volarič (1933—2010), slikar, grafik, ilustrator, likovni pedagog
- Nejc Volarič (*1987), hokejist
- Tinka Volarič (*1980), ilustratorka, oblikovalka, pesnica
- Zlata Volarič (1930—2008), pesnica, pisateljica in ilustratorka